# Eleonora Sears

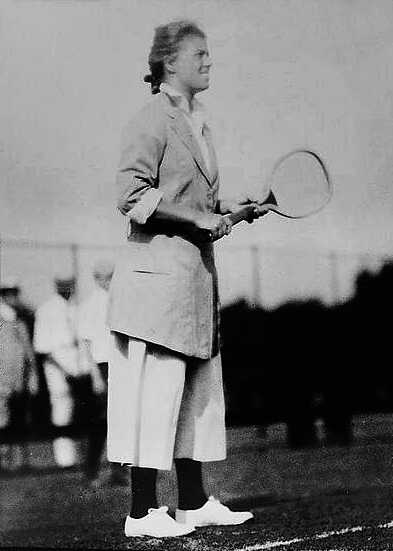
Eleonora Sears

Eleonora Randolph Sears (* 28. September 1881 in Boston, Massachusetts; † 16. März 1968 in Palm Beach, Florida) war eine US-amerikanische Tennisspielerin.
Die Tochter des Tennispioniers Fred Sears und Nichte des amerikanischen Tennismeisters Richard Sears konnte bei den US-amerikanischen Meisterschaften, heute US Open, im Doppel mit Hazel Hotchkiss Wightman 1911 und 1915 und mit Molla Mallory 1916 und 1917 siegen. Im Einzel verlor sie das Endspiel 1912 gegen Mary Browne.
Im Squash gewann sie 1928 die US-Meisterschaften.